# Taró Kagawa
Taró Kagawa (9. srpen 1922 – 6. březen 1990) byl japonský fotbalista.

## Klubová kariéra
Hrával za Tanabe Pharmaceuticals.

## Reprezentační kariéra
Taró Kagawa odehrál za japonský národní tým v letech 1951–1954 celkem 5 reprezentačních utkání.

## Statistiky
| Japonsko | Japonsko | Japonsko |
| Roky     | Záp.     | Góly     |
| -------- | -------- | -------- |
| 1951     | 2        | 0        |
| 1952     | 0        | 0        |
| 1953     | 0        | 0        |
| 1954     | 3        | 0        |
| Celkem   | 5        | 0        |